# Dagaari
Dagaari este un oraș din regiunea Mudug, Somalia.